# Åndsvidenskab (ikke-naturvidenskab)
 For alternative betydninger, se Åndsvidenskab (esoterisk begreb).
Åndsvidenskab(erne) er en samlebetegnelse for de ikke-naturvidenskabelige og de ikke-matematiske videnskaber på universiteterne, først og fremmest humaniora. Til åndsvidenskaberne har man traditionelt også medregnet samfundsvidenskaberne og teologi, men der er en vis varians i sprogbrugen.  I Danmark blev udtrykket fortrinsvis brugt i ældre tid, men i Tyskland bruges det stadig.
”Åndsvidenskab” kan også siges at være videnskaben om den menneskelige ånds udvikling, dvs. menneskets åndelige liv, dets bevidsthed, kultur og religion. Åndsvidenskaben bygger på den antagelse, at den åndelige side af menneskets tilværelse kan undersøges systematisk, men med andre videnskabelige metoder end naturvidenskabens, f.eks. en fænomenologisk metode eller en hermeneutisk metode.

## Den tyske tradition for åndsvidenskab
Ordet ”åndsvidenskab” kommer af det tyske ”Geisteswissenschaft”, som stammer fra den tyske filosofi. Den tyske tradition for åndsvidenskab går tilbage til Georg Friedrich Hegels åndsfilosofi og den tyske idealisme. Hegel brugte begreberne ”åndsvidenskab” og ”åndslære” om sin filosofi. Her blev den åndelige verden betragtet som ontologisk primær i forhold til den materielle, så det var Gud, verdensånden eller bevidstheden, der lå til grund for alt. Ifølge den tyske filosof Friedrich Schlegel var åndsvidenskab ganske enkelt synonym med filosofi, der beskæftigede sig med ånden.
Med tiden fik begrebet i højere grad betydning af modsætning til naturvidenskab. I 1847 skelnede pædagogen Ernst Adolf Eduard Calinich mellem ”den naturvidenskabelige og den åndsvidenskabelige metode”. Den, der for alvor prægede begrebet i denne retning, var den tyske filosof Wilhelm Dilthey (1833-1911), der gjorde åndsvidenskab central for sit virke. Hans Einleitung in die Geisteswissenschaft (1883) var begyndelsen til en menneskeåndens universalhistorie, som ganske vist ikke blev fuldført, men som fandt en art fortsættelse i talrige mindre afhandlinger, hvoraf navnlig en række om filosofien i 15.-17. århundrede fik stor betydning. 
I en række systematiske afhandlinger, navnlig fra de senere år (betydeligst: Der Aufbau der geschichtlichen Welt in den Geisteswissenschaften 1910), udformede Dilthey endelig sin historiefilosofi. Grundlaget må efter hans opfattelse være en analytisk-deskriptiv psykologi, der klarlægger de i historien virkende menneskers individuelle sjæleliv, og som derefter gennem sammenligning når til opstilling af visse typer. 
Dilthey skelner som sagt mellem åndsvidenskab og naturvidenskab. Ifølge ham beskæftiger naturvidenskaben sig med den materielle verden, mens åndsvidenskaben beskæftiger sig med menneskets frembringelser: kultur, religion og lignende. Det er kendetegnende for naturvidenskaben, at den forsøger at forklare processer i naturen ved hjælp af årsagsbeskrivelser - herunder naturlove - mens åndsvidenskaberne  forsøger at forstå mennesket og dets åndsprodukter ved hjælp af indføling og genoplevelse.
For Dilthey omfatter ånd mange af menneskets evner – tanker, forestillinger, følelser, vilje – samt alt det, som mennesket i kraft af disse evner har formet og skabt. Han betragter ikke kun kunst, religion og videnskab som åndsprodukter. Også bygninger, redskaber og maskiner er åndsprodukter og skal som sådanne studeres af åndsvidenskaberne.
Mennesket er kendetegnet ved at ville noget, at have en hensigt med sine handlinger, påpeger Dilthey. Det er åndsvidenskabernes opgave at analysere og forstå denne hensigt, således som den viser sig i menneskets verden. Denne verden omfatter ikke kun det enkelte menneske, men også menneskets samfund. Derfor omfatter åndsvidenskaberne ifølge Dilthey ikke kun filosofi, psykologi og litteraturhistorie, men også statskundskab, økonomi og jura. For Dilthey blev hermeneutikken metoden for åndsvidenskaben. Fra ham stammer således udtrykket "den hermeneutiske cirkel".
I midten af 1900-tallet førte påvirkningen fra marxismen til, at det tyske begreb om åndsvidenskab mange steder blev erstattet med begrebet samfunds- eller humanvidenskab, om end begreber som teologi og religionsvidenskab stadig anvendtes. 
Begrebet åndsvidenskab har dog også fået en fornyet aktualitet, især inden for filosofi. I 1981 foreslog den tyske filosof Arno Anzenbacher, at begrebet åndsvidenskab skulle anvendes som samlebetegnelse for videnskaber, der beskæftiger sig med religion, historie, kunst og sprog. I det 21. århundrede har filosoffen Markus Gabriel fremhævet åndsvidenskabens betydning på den måde, at den skal ses som en modvægt til naturvidenskaben. Ifølge Gabriel kan naturvidenskab og neurovidenskab ikke forstå menneskets bevidsthed, som må forstås ud fra begrebet ånd. Desuden har han kritiseret den store tilslutning til virologi, epidemiologi og lægevidenskab for at være baseret på en uerkendt religiøs tro på naturvidenskabens resultater.

## Den danske tradition for åndsvidenskab
Danmark har en åndsvidenskabelig tradition, som ikke mindst går tilbage til teologen N.F.S. Grundtvig. I Danmark blev udtrykket åndsvidenskab desuden anvendt om de humanistiske videnskaber og samfundsvidenskaberne videnskaber frem til midten af det 20. århundrede. Begrebet benyttes stadig om den tyske tradition og er en del af baggrunden for faget idehistorie. Den danske professor og idehistoriker Hans-Jørgen Schanz har kritiseret, at begreber som åndsvidenskab og ånd er gået af mode, fordi naturvidenskaben ifølge ham er præget af tunnelsyn.

## Den angelsaksiske tradition for åndsvidenskab
I Storbritannien og USA anvendes udtrykket ”Human Science” (humanvidenskab) som en direkte oversættelse af det tyske ”Geisteswissenschaft”. Wilhelm Diltheys åndsvidenskab kaldes således gerne ”Human Science”.
I de angelsaksiske lande har der efter 2000 været en tendens til at sprænge rammerne for den traditionelle videnskabelige metode. Nogle videnskabsfolk har foreslået, at videnskaben inkluderer åndelige forhold som forklaringsfaktorer. Et eksempel herpå er den britiske biolog Rupert Sheldrake, der i sin bog Science and spiritual practice (2017) foreslår denne fremgangsmåde.
Et andet eksempel er den britiske psykolog Steve Taylor. I 2018 skrev han Spiritual Science. Why Science Needs Spirituality to Make Sense of the World. Heri fremfører han ideen om en naturvidenskab, der inkluderer ånd som som forklaringsfaktor. Uden at inddrage ånd kan mange fænomener ikke forklares på en tilfredsstillende måde, siger han. 
Det mest iøjnefaldende af disse fænomener er bevidsthed, siger Steve Taylor. Bevidsthed er en fundamental virkelighed, som den materialistiske videnskab ikke har været i stand til at forklare: ”På trods af årtiers intensiv forskning og teoretisering er ingen videnskabsperson kommet tæt på at forklare, hvordan hjernen kan skabe bevidsthed.” Et andet sådant fænomen er nærdødsoplevelserne, specielt den dybe åndelige transformation, der sker som en følgevirkning for de mennesker, der har haft disse oplevelser.
Undertiden anvendes betegnelsen ”spiritual science” om studiet af menneskets bevidsthed og dens udvikling, idet betegnelsen bruges til at henvise til studier af bevidstheden, der ikke bygger på naturvidenskab eller materialistisk hjerneforskning, men på f.eks. psykologiske eller kvalitative forskningsmetoder..